# Honduras (1814)
La goleta Honduras fue un buque de la Armada Argentina partícipe de la Guerra del Independencia. Tras ser capturada a la armada realista, integró la escuadra de las Provincias Unidas del Río de la Plata.

## Historia
La Honduras fue capturada en la primera semana del mes de marzo de 1814 e incorporada a la segunda escuadra que al mando de Guillermo Brown llevaba adelante la campaña naval contra Montevideo. No consta su participación en el Combate de Martín García librado pocos días después, pero si su incorporación a la división enviada en persecución del comandante realista Jacinto de Romarate.
En esa campaña, durante el Combate de Arroyo de la China su actuación fue cuando menos discutible. Brown en nota del 30 de marzo de 1814 a Larrea se pregunta refiriéndose a la Honduras, "porqué la goleta presa cuyo comandante alardea tanto del honor, así como el falucho, no tomaron parte del combate?".